# Rock Around the Clock
"Rock Around the Clock" er en rock and roll-sang skrevet af Max C. Freedman og James E. Myers (sidstnævnte under pseudonymet "Jimmy De Knight") i 1952. Sangen er indspillet af flere artister, men mest kendt er den version, der blev indspillet af Bill Haley & His Comets. Den oprindelige titel var "We're Gonna Rock Around the Clock Tonight!", hvilket siden blev forkortet til "(We're Gonna) Rock Around the Clock", der er den titel sangen blev udgivet under på 1954-udgivelsen fra Decca Records, men senere indspilninger og udgaver benytter titlen "Rock Around the Clock". På trods af, at der forinden var udgivet forskellige succesfulde sange inden for rock 'n' roll genren, omtales "Rock Around the Clock" ofte som den første den første Rock and roll-sang, og sangen er uomtvistet den rock 'n' roll sang, der først kom ud til det brede mainstream-publikum, og sangen definerede den rebelske ungdom i 1950'erne..

## Indspilning og udgivelse
Selvom sangen oprindeligt først blev indspillet af de amerikanske bank Sonny Dae and His Knights, kan Bill Haleys mere berømte version ikke anses som en cover-version, da sangen efter Myers udsagn var skrevet for at blive indspillet af netop Bill Haley & His Comets. Bill Haley & His Comets indspillede dog ikke sangen før end Haley havde skiftet fra Essex Records, der havde udgivet bandets hit fra 1953, "Crazy Man, Crazy". kunne dog af forskellige årsager ikke indspille sagen før end i april 1954. Sangen blev indspillet den i Pythian Temple Studierne i New York den 12. april 1954, og blev kort efter den 13. maj 1954 udgivet som en B-side til "Thirteen Women (and Only One Man in Town)". Singlen nåede de amerikanske hitlister, men blev alligevel anset som et kommercielt flop. Sangen blev dog lagt ind i indledningen af filmen Vend dem ikke ryggen (originaltitel: Blackboard Jungle) fra 1955, og i forbindelse med udgivelsen af filmen, blev "Rock around the Clock" genudsendt i maj 1955. Den 9. juli 1955 blev "Rock around the Clock" den første rock and roll sang, der opnåede førstepladsen på Billboards pop-hitliste, hvor den var placeret i otte uger i træk. Internationalt blev sangen også et stort hit.

## Salgstal
Der foreligger modstridende og usikre oplysninger om, hvor mange eksemplarer "Rock Around the Clock" har solgt. Indspilningen angives ofte at være alle tiders bedst sælgende vinyl rock and roll single. Guinness Book of World Records anfører,[kilde mangler] at singlen har solgt mindst 25 millioner eksemplarer, kun overgået af Bing Crosbys "White Christmas", Der er i andre medier angiver salgstal på op mod 35 til 40 millioner eksemplarer.[kilde mangler]

## Benyttelse i film
Bill Haley har flere gange genindspillet "Rock Around the Clock", der tillige indgår i en række film, herunder Sidste nat med kliken (org.: American Graffiti) fra 1973 og Superman fra 1978, ligesom sangen blev brugt i TV-serien Happy Days i seriens første to sæsoner. Haleys originale indspilning blev i 1982 hædret med en Grammy som en "Grammy Hall of Fame Award".

## Væsentlige coverversioner
- I 1974 indspillede Harry Nilsson sange på albummet Pussy Cats, produceret af John Lennon med Ringo Starr og Keith Moon på trommer.
- I 1974 indspillede David Cassidy sangen som en del af et medley på albummet Cassidy Live!
- I 1979 indspillede den belgiske gruppe Telex sangen i en ultra-langsom version, der opnede en plads som nr. 34 på den britiske single hitliste.
- I 1979 blev sangen også indspillet af Sex Pistols på albummet The Great Rock 'n' Roll Swindle med vokal af Edward Tudor Pole. Sangen indgik også i filmen af samme navn.
- Ligeledes i 1979 blev sagen indspillet af discogruppen Gary's Gang på albummet Gangbusters.

## Eksterne links
- Website om sangen Arkiveret 30. april 2011 hos  Wayback Machine
- The "Rock Around the Clock" guitar solo. The gear, the tab and the story.
- The Story of Rock Around the Clock (Sound archive) Arkiveret 8. marts 2016 hos  Wayback Machine